# Armada de la República Dominicana
La Armada de la República Dominicana (ARD) è la componente navale delle forze armate della Repubblica Dominicana.

## Storia
La nascità della Armada Dominicana risale al 15 aprile 1844 giorno della battaglia navale di Tortuguero, in seguito alla indipendenza da Haiti, proclamata il 27 febbraio 1844.

## Struttura
La forza complessiva della Armada Dominicana è di circa 4000 effettivi che ne fa per dimensione la seconda foraza armata del paese. Le due principali basi sono, una nella capitale Santo Domingo e l'altra a Bahía de las Calderas, nella Provincia di Peravia.

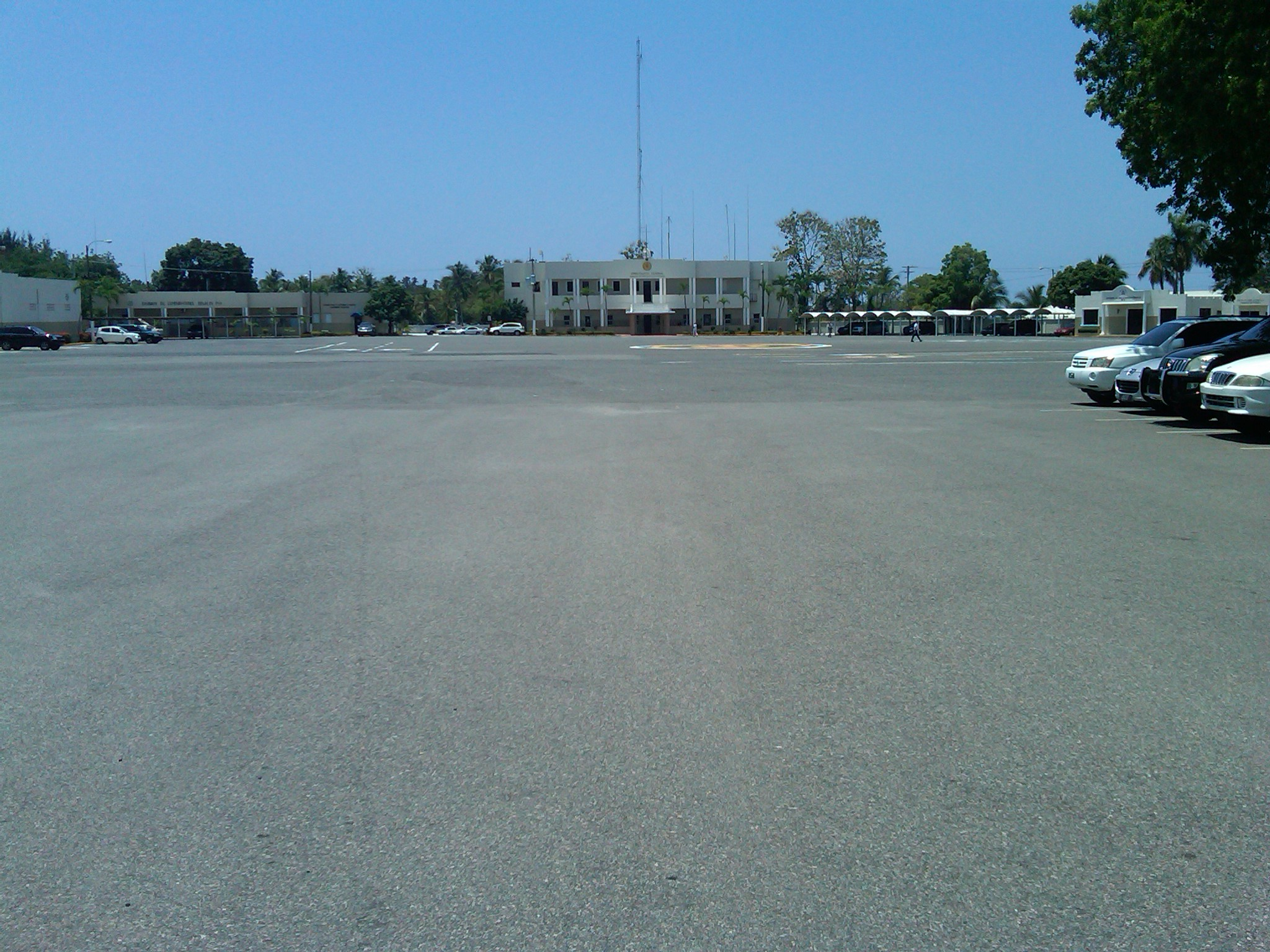
Base Naval 27 de febrero, Santo Domingo Este
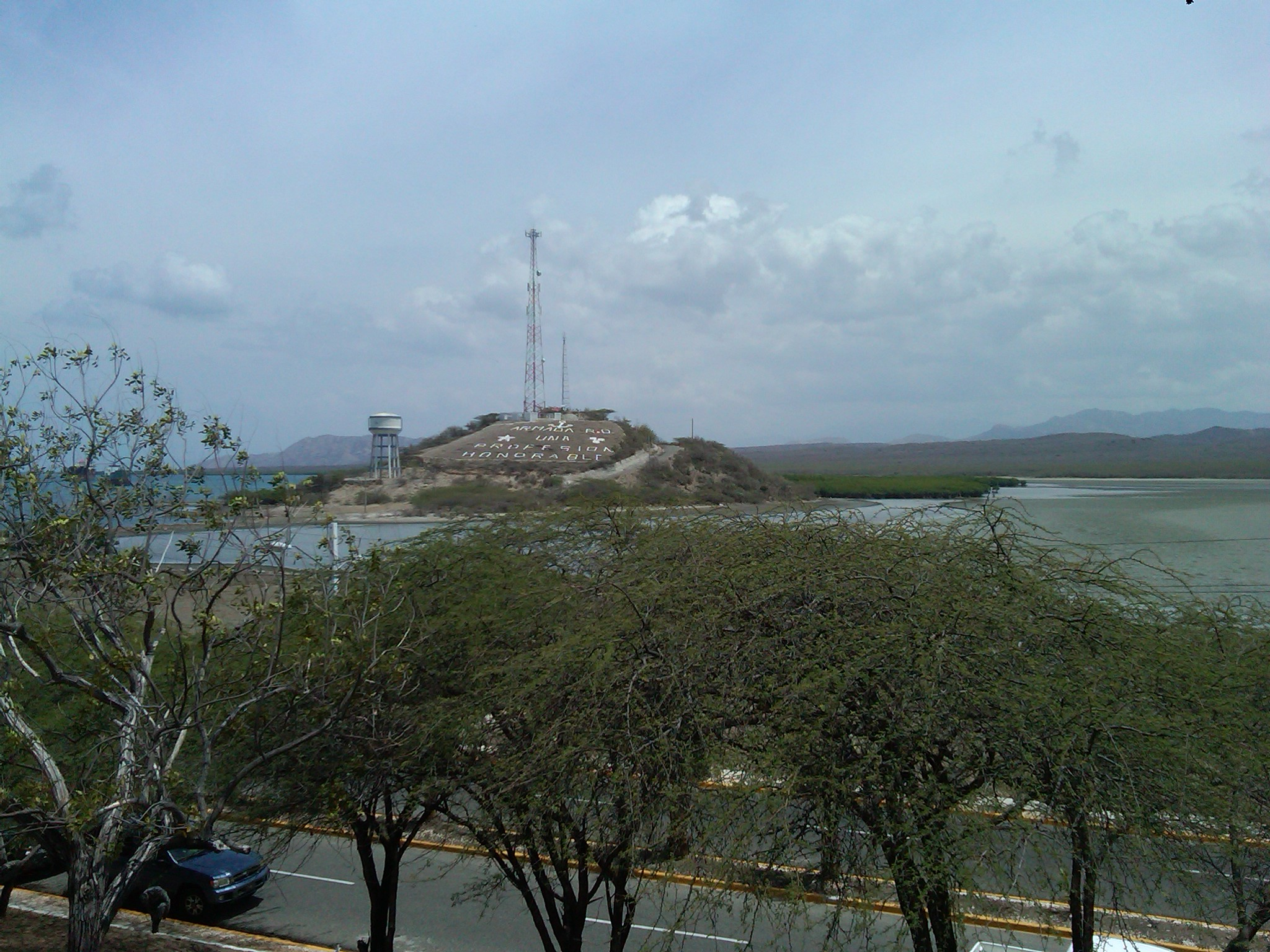
Base Naval de Las Calderas

### Flotta
La flotta della Armada Dominicana consiste in circa 35 imbarcazioni, la maggior parte Guardacoste e lance oltre a pattugliatori e rimorchiatori. In precedenza poteva contare anche su una forza aerea equipaggiata con elicotteri Bell OH-58C Kiowa, ceduti poi alla Fuerza Aérea de República Dominicana. Alcuni guardacoste sono relativamente moderni essendo stati rimodernati e potenziati presso i cantieri Swiftships negli Stati Uniti. Attualmente la nave ammiraglia è il pattugliatore d'altura Almirante Didiez Burgos, ex cutter USCG da 60 m costruito nel 1942 e con 104 membri dell'equipaggio.

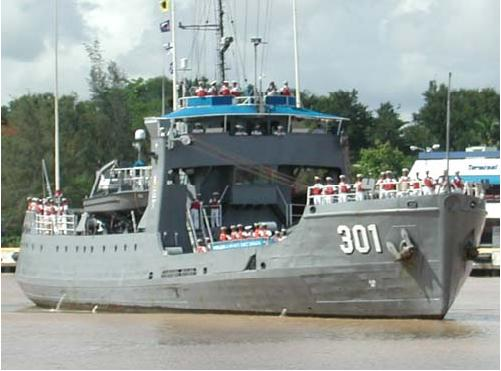
PA-301 Almirante Didiez Burgos

## Gradi
| Stato | Aspirante ufficiale | Ufficiali inferiori | Ufficiali inferiori | Ufficiali inferiori | Ufficiali superiori | Ufficiali superiori | Ufficiali superiori | Ammiragli      | Ammiragli  | Ammiragli |
| --- | ------------------- | ------------------- | ------------------- | ------------------- | ------------------- | ------------------- | ------------------- | -------------- | ---------- | --------- |
| Repubblica Dominicana |                     |                     |                     |                     |                     |                     |                     |                |            |           |
| Caballero GuardiaMarina | Teniente de Corbeta | Teniente de Fragata | Teniente de Navío   | Capitán de Corbeta  | Capitán de Fragata  | Capitán de Navío    | Contralmirante      | Vicealmirante2 | Almirante1 |           |
| 1 Il grado ammiraglio è riservato unicamente all'ufficiale della Marina che ricopre la funzione di Ministro della Difesa. 2 Grado riservato al comandante generale della Marina. |                     |                     |                     |                     |                     |                     |                     |                |            |           |

| Stato                     | Allievi dell'Accademia navale | Allievi dell'Accademia navale | Allievi dell'Accademia navale | Allievi dell'Accademia navale |
| ------------------------- | ----------------------------- | ----------------------------- | ----------------------------- | ----------------------------- |
| Repubblica Dominicana     |                               |                               |                               |                               |
| Guardiamarina del 1º Anno | Guardiamarina del 2º Anno     | Guardiamarina del 3º Anno     | Guardiamarina del 4º Anno     |                               |

| País                  | Sottufficiali e comuni | Sottufficiali e comuni | Sottufficiali e comuni | Sottufficiali e comuni | Sottufficiali e comuni |
| --------------------- | ---------------------- | ---------------------- | ---------------------- | ---------------------- | ---------------------- |
| Repubblica Dominicana |                        |                        |                        |                        |                        |
| Grumete ()            | Marinero ()            | Cabo ()                | Sargento ()            | Sargento Mayor ()      |                        |